# Spirama griseisigna
Spirama griseisigna är en fjärilsart som beskrevs av George Francis Hampson 1913. Spirama griseisigna ingår i släktet Spirama och familjen nattflyn. Inga underarter finns listade i Catalogue of Life.